# Act a Fool
"Act a Fool" é um single do rapper norte-americano Ludacris lançado em 2003 e que fez parte da trilha sonora do filme 2 Fast 2 Furious.

## Desempenho nas paradas
| Paradas (2003)                               | Melhor posição |
| -------------------------------------------- | -------------- |
| Estados Unidos (Billboard Hot 100)           | 32             |
| Estados Unidos (Billboard R&B/Hip-Hop Songs) | 20             |
| Estados Unidos (Billboard Hot Rap Songs)     | 10             |